# Gotthilf Hitzler
Ernst Gotthilf Hitzler (* 14. Februar 1882 in Kirchberg an der Murr; † 23. September 1933 in Heidelberg) war ein deutscher Redakteur, Ministerialbeamter und Politiker (SPD). 1919–1920 gehörte er für die SPD der Verfassunggebenden Landesversammlung für Württemberg an.

## Leben
Hitzlers Vater Georg Melchior Hitzler (1852–1916) war Hufschmied in Kirchberg und arbeitete später als Maschinist. Seiner Ehe mit Gotthilf Hitzlers Mutter Pauline geb. Eßlinger (1855–1894) entstammten fünf Kinder, einer zweiten Ehe weitere vier Kinder. Insgesamt vier der acht Geschwister und Halbgeschwister Gotthilf Hitzlers verstarben früh. Sein Bruder Wilhelm Friedrich Hitzler (1884–1968) war 1919 ebenfalls SPD-Kandidat.
Die Familie zog 1898 nach Stuttgart-Ostheim. Nach dem Besuch der Volksschule machte Hitzler eine Lehre als Buchdrucker. 1904 war er Vorstandsmitglied der SPD in Stuttgart.
Er ging dann nach Mainz und war 1907–1908 Redakteur der SPD-Tageszeitung Volkszeitung sowie zugleich Vorsitzender der dortigen SPD und des SPD-Bildungsausschusses. Ab Februar 1908 bis Januar 1917 war er Redakteur der neu gegründeten sozialdemokratischen Zeitung Neckar-Echo in Heilbronn, 1908–1910 Vorsitzender der SPD in Heilbronn und 1910–1912 Vorsitzender des dortigen Bildungsausschusses der Partei. 1911 wurde er für die SPD in den Heilbronner Gemeinderat gewählt, dem er bis zu seinem Wegzug aus Heilbronn im Februar 1917 angehörte. Im selben Monat wurde er Geschäftsführer beim Südwestdeutschen Kanalverein mit Sitz in Stuttgart, der Pläne für eine Kanalisierung des Neckars im Rahmen einer Kanalverbindung zwischen Rhein und Donau erarbeitete.
Mit der Novemberrevolution wurde er im November 1918 zunächst Privatsekretär des württembergischen Staatspräsidenten Wilhelm Blos, noch im selben Monat und bis März 1919 Unterstaatssekretär und Leiter der Verkehrsabteilung im Württembergischen Außenministerium. Am 16. Juli 1919 wurde er Bevollmächtigter des Staatspräsidenten (im Sinne von § 38 der württembergischen Verfassung) für die Beratung der Verwaltung der Verkehrsanstalten. Im Herbst 1919 war er Blos’ Favorit für den Posten des Staatsministers im württembergischen Innenministerium, den er aber wegen Widerstands innerhalb der SPD nicht erhielt; Hitzler wurden Alkoholprobleme nachgesagt.
Bei der Wahl zur Verfassunggebenden Landesversammlung für Württemberg im Januar 1919 hatte Hitzler auf Platz 56 der SPD-Landesliste Platz kandidiert und den direkten Einzug verfehlt. Am 18. November 1919 rückte er dann für Wilhelm Schifferdecker nach, der sein Mandat niedergelegt hatte. Er gehörte der Landesversammlung bis 1920 an.
Von 1923 bis 1925 war Hitzler Ministerialdirektor in der Eisenbahnabteilung des Reichsverkehrsministeriums in Berlin und wurde dann in den einstweiligen Ruhestand versetzt. Er lebte in Berlin, ab September 1930 in Heidelberg. Ab 1931 war er schwer krank und einige Zeit in einer psychiatrischen Klinik untergebracht, er starb im September 1933.
Hitzler war evangelischer Konfession, später konfessionslos („diss.“) Er war in erster Ehe ab 1904 mit Rosine Christine Kurz (* 1883) verheiratet, in zweiter Ehe ab 1918 mit Mathilde Danner (1888–1961). Aus beiden Ehen gingen jeweils zwei Kinder hervor.